# Suzanne Côté
Suzanne Côté, née à Cloridorme (Québec) le 21 septembre 1958, est une avocate canadienne, juge à la Cour suprême du Canada depuis 2014.

## Biographie
Elle étudie à l'Université Laval (Québec) et est admise au Barreau du Québec en 1981. 
Elle enseigne à l'Université du Québec à Rimouski, à l'Université de Montréal et à l'École du Barreau du Québec.
Avocate associée chez Osler, Hoskin & Harcourt à Montréal, elle en dirige le groupe de litige.
Le 27 novembre 2014, le premier ministre Stephen Harper la nomme juge à la Cour suprême, en remplacement de Louis LeBel, qui part à la retraite.

## Reconnaissances
- En 2005, elle devient membre de l'American College of Trial Lawyers[4].
- En 2008, elle reçoit le titre de Plaideur de l'année, décerné par le magazine Le Monde juridique.